# ۲-نیتروبنزآلدهید
۲-نیتروبنزآلدهید (به انگلیسی: 2-Nitrobenzaldehyde) با فرمول شیمیایی C۷H۵NO۳ یک ترکیب شیمیایی با شناسه پاب‌کم ۱۱۱۰۱ است. که جرم مولی آن 151.12 g/mol می‌باشد. شکل ظاهری این ترکیب، پودر بلورین زرد کمرنگ است.